# Acetilcisteína
La N-acetilcisteína (abreviado como NAC) es un fármaco con propiedades mucolíticas. Su mecanismo de acción es romper los enlaces de disulfuro tanto de las secreciones mucosas como de las mucopurulentas, logrando que sean menos viscosas (efecto mucolítico). Este efecto se concentra sobre todo en la disminución de la viscosidad de las secreciones bronquiales, haciendo que sea más fácil la posterior expulsión. También activa el epitelio ciliado, favoreciendo la expectoración y es citoprotector del aparato respiratorio. 

## Usos
El uso de fármaco con acetilcisteína provoca un alivio sintomático de las afecciones del tracto respiratorio en los que se produce una producción excesiva de moco. Suele administrarse mediante uso oral: Sobres, comprimidos efervescentes, jarabes, etc.o por vía parenteral: Intramuscular, intravenosa, etc. Existen fármacos que permiten administrar la acetilcisteina de forma inhalatoria. También se usa en el tratamiento de la intoxicación por paracetamol y más recientemente como coadyuvante en el tratamiento de la fibrosis pulmonar.
Tiene como complemento la acción funcional en el sistema excretor, corrigiendo intoxicaciones inducidas por medicamentos administrados en procedimientos intrahospitalarios (medios de contraste) utilizados en estudios contrastados para mejorar visibilidad de los órganos, y medio de diagnóstico muy utilizado debido a su eficacia.
También se utiliza como terapia complementaria en enfermedades neuropsiquiátricas como la esquizofrenia al ser la N Acetilcisteina un precursor del glutatión, un poderoso antioxidante cerebral.

## Efectos adversos
Se conocen casos de alergia a la acetilcisteína (náuseas, dolor abdominal, vómitos, fiebre, somnolencia, irritación de las fosas nasales exteriores, urticaria y dolor de cabeza). En estos casos se aconseja interrumpir el tratamiento. Se conocen igualmente casos en los que la acetilcisteína interacciona con las penicilinas. Los pacientes con úlcera péptica pueden sufrir reacciones adversas.

## Dosis
200 mg para prevención y 600 mg para tratamiento.

## Otros usos

### Uso en intoxicación por paracetamol
La acetilcisteína está indicada para pacientes en riesgo de desarrollar lesión hepática por intoxicación por paracetamol. Debe emprenderse la administración de acetilcisteína en caso de sospecha de que el paciente haya abusado en el consumo del analgésico antes de que se cuantifiquen los niveles en sangre y terminar el tratamiento, si tales métodos más adelante indican que es poca la posibilidad de efectos tóxicos en el hígado. El mecanismo por el que la sobredosis de acetaminofén origina daño hepatocelular y muerte, entraña su conversión al metabolito tóxico N-acetil-p-benzoquinoneimina (NAPQI).
Los mecanismos protectores de la acetilcisteína frente a la intoxicación por paracetamol, sugiere que se deban a que pueda facilitar la síntesis de glutation.
Se administra por vía oral una primera dosis de 140 mg/kg, seguida de 70 mg/kg cada 4 h hasta un total de 17 dosis. Si es factible, se emprenderá la administración intravenosa de una dosis inicial de 150 mg/kg por goteo intravenoso, en 100 ml de solución glucosada al 5% en un lapso de 15 min (para niños que pesan menos de 20 kg), seguidos de goteo intravenoso a razón de 50 mg/kg en 250 ml de solución glucosada al 5% en un lapso de 4 h, para seguir con 100 mg/kg en goteo intravenoso y 500 ml de solución glucosada al 5% en 16 horas.

### Uso en el trastorno por excoriación
En un ensayo clínico controlado se demostró que la N-acetilcisteína fue bien tolerada y más eficaz que el placebo en el tratamiento de pacientes con dermatilomanía.